# Armando Frigo
Armando Frigo (nato come Herman Frigo; Clinton, 5 agosto 1917 – Cattaro, 10 ottobre 1943) è stato un calciatore statunitense naturalizzato italiano, di ruolo centrocampista.
Fu il secondo giocatore statunitense, dopo Alfonso Negro, a militare nel campionato italiano di calcio.
Ufficiale del Regio Esercito, fu fatto prigioniero e fucilato dai tedeschi nei giorni successivi all'armistizio dell'8 settembre 1943.

## Caratteristiche tecniche
Il Corriere dello sport, annunciandone la morte, lo ricorda come "particolarmente adatto al gioco di centrosostegno con il famoso «sistema»", descrivendolo come di altezza "un po' superiore alla normale".

## Biografia
Nativo di Clinton, in Indiana, da emigrati italiani, crebbe nella vicina Blanford con i fratelli Giovanni ed Antonia: nella primavera del 1925, all'età di 8 anni, seguì i suoi genitori Giovanni Frigo e Angelica Costa nel ritorno in patria, a Vicenza.

## Carriera

### Gli inizi e l'esordio da professionista
Iniziò a giocare a calcio nella formazione vicentina, nella quale debuttò come professionista il 28 aprile 1935 nella gara di Serie B Vicenza-Cremonese (1-0). La prima stagione da calciatore si concluse però con la retrocessione del club in terza divisione. Frigo rimase al Vicenza fino alla stagione 1938-1939 per un totale di cinque stagioni, tutte (tranne quella d'esordio) giocate nella terza divisione italiana, marcando trentasei reti in 92 partite, prima di passare nell'estate del 1939 alla Fiorentina insieme ai compagni di squadra Gino Pasin ed Edmondo Bonansea.

### Fiorentina e Spezia
La prima annata (coincidente con lo scoppio della seconda guerra mondiale) vide l'esordio del centrocampista in Serie A nella gara Fiorentina-Bologna (1-0) del 15 ottobre 1939. La stagione vide i viola partecipi di un campionato mediocre, terminato poco sopra la zona salvezza, ma protagonisti della Coppa Italia, vinta in finale contro il Genoa dopo aver eliminato Milan, Juventus e Lazio. La squadra guadagnò la qualificazione alla Coppa Mitropa dell'anno successivo, ma dovette rinunciare a causa della guerra: Frigo chiuse il campionato con cinque reti in 21 presenze.
La stagione successiva fu di maggior caratura in campionato: i gol di Romeo Menti e Dante Di Benedetti portarono la squadra al quarto posto finale, a pari merito con il Milan, mentre in Coppa Italia arrivò l'eliminazione ai quarti di finale per mano della Roma. Frigo ebbe meno occasioni, marcando 10 presenze in campionato senza alcuna rete siglata. Il 1941-1942 fu un anno segnato da un calo della qualità del campionato, a causa dei bombardamenti e della chiamata alle armi di diversi giocatori: la Fiorentina terminò a metà classifica, al nono posto e fu eliminata al primo turno della Coppa Italia: per il centrocampista statunitense arrivarono 15 presenze e 2 reti in campionato.
Nell'estate del 1942 Frigo venne ceduto allo Spezia, militante in Serie B, giocando 6 gare senza siglare alcuna rete. Fu l'ultimo campionato giocato prima della sospensione del torneo nazionale.

## Carriera militare e morte
Frigo si arruolò nel Regio Esercito nel 1941, in seguito all'incontro in treno con un reduce mutilato, seguendo la scuola per allievi ufficiali e raggiungendo il grado di sottotenente; dopo il servizio di prima nomina a Fossombrone fu trasferito nella Provincia di Cattaro, nel Governatorato della Dalmazia, insieme a complementi della 155ª Divisione fanteria "Emilia".
Dopo l'armistizio dell'8 settembre 1943 al suo reparto fu ordinato di difendere la strada tra Crkvice e Ledenice; gli italiani, poco meno di 40 uomini, resistettero per un mese, permettendo a gruppi di alpini della 1ª Divisione alpina "Taurinense" e di partigiani slavi di sganciarsi per raggiungere Nikšić. Il 9 ottobre 1943 si arresero alle truppe della Wehrmacht per la mancanza di munizioni e viveri. Il giorno successivo i quattro ufficiali presenti (oltre a Frigo, il tenente Pietro Arcuno, il sottotenente Luigi Sedea e il sottotenente Gioacchino Del Cuore), che si erano rifiutati di togliere le mostrine nonostante le richieste dei propri uomini, furono sommariamente processati e fucilati. Nel portafoglio di Frigo fu trovata la sua tessera di calciatore della Fiorentina.
Il comune di Roana, paese di cui era nativo il padre, gli ha dedicato il campo sportivo, successivamente demolito. La Fiorentina istituì il premio "Armando Frigo e Bruno Neri. Lo sport per la pace", per ricordare lui e Bruno Neri, premio assegnato nella prima edizione al generale Franco Angioni.

## Palmarès
- Coppa Italia: 1

Fiorentina: 1939-1940